# Maria Kalioujnaïa
Maria Vassilievna Kalioujnaïa (en russe : Мария Васильевна Калю́жная), née en 1864, à Lebedine, dans le gouvernement de Kharkov, alors dans l'empire Russe, et morte le 7 novembre 1889 dans le bagne de la Kara (ru), est une révolutionnaire russe, membre du parti Narodnaïa volia, et terroriste. Elle est la sœur du révolutionnaire Ivan Kalioujny, et parente de la révolutionnaire Nadejda Smirnitskaïa.

## Biographie
Maria Vassilievna est la fille d'un marchand de la 2e guilde. Elle fait ses études au 1er lycée pour jeunes filles de Kharkiv, puis à partir de 1880, dans celui de l'ouiezd de Romny, dans le gouvernement de Poltava. Elle est exclue à cause de ses mauvais résultats en 6e classe, et ne termine pas le lycée. Sous l'influence de l'entourage de son frère Ivan, elle se rapproche de membres de Narodnaïa volia. En décembre 1882 elle quitte Okhtyrka, où elle vivait avec sa mère, pour Odessa. Elle fait alors office de « servante » des époux Degaïev (ru) dans l'appartement dans lequel se trouve l'imprimerie de Narodnaïa volia.
Le 18 décembre 1882, lors de la perquisition de cet appartement, elle est arrêtée. Elle est renvoyée par une décision administrative à sa mère à Okhtyrka, mais s'échappe. Elle vit alors à Saint-Pétersbourg et à Kharkiv en situation illégale. En février 1884, à Odessa, elle s'inscrit dans l'école privée Lessevitski, où elle essaie d'organiser un cercle parmi les élèves. Après la mise à jour du double-jeu de Sergueï Degaïev, qui était celui qui lui transmettait les instructions de comité exécutif de Narodnaïa volia, et la publication d'informations sur sa trahison dans la presse révolutionnaire, elle sombre dans le désespoir.
Elle prend alors seule la décision de commettre un attentat contre le commandant de la gendarmerie du gouvernement d'Odessa, le colonel A. M. Katanski. Le 8 août 1884, lors d'une réception au commandement de la gendarmerie, elle tire un coup de revolver sur celui-ci. Katansky échappe à la mort et poursuit ses activités. Maria Kalioujnaïa est immédiatement arrêtée. Le 29 août 1884 le tribunal militaire de district d'Odessa la reconnait coupable et la condamne à 20 ans de travaux forcés. Elle tente de se suicider dans sa cellule quelques jours après l'annonce de la condamnation.
Elle est finalement envoyée au bagne de la Kara, où elle fait partie des prisonniers politiques irréductibles. Après la flagellation de Nadejda Siguida, elle prend en signe de protestation avec elle, Maria Kovalevskaïa et Nadejda Smirnitskaïa une dose mortelle de morphine la 6 novembre 1889. Elle meurt le 7 novembre 1889.
16 détenus hommes tentent également de se suicider. Ivan Kalioujny, son frère et Sergueï Bobokho (ru) trouvent la mort.

## Accusations de trahison
Pour désorienter les révolutionnaires clandestins, les autorités ont essayé d'attiser les soupçons et les divisions au sein de Narodnaïa volia, et d'y implanter leurs agents. Le numéro 11-12 du journal du mouvement, faisant référence à des « certaines informations » probablement mises en circulation par les autorités, indiquent ainsi que Maria Kalioujnaïa a « vraisemblablement acheté sa liberté au prix d'une trahison, comme Sergueï Degaïev » et, après sa libération « a agi en tant qu'agent provocateur », en organisant des cercles de jeunes femmes et que ce n'est qu'après la révélation dans la presse révolutionnaire des agissement de Degaïev que, « poussée par sa conscience, elle a décidé de racheter son comportement honteux en sacrifiant sa vie » .
Cependant, trois ans plus tard, Vladimir Bourtzeff déclare publiquement que « certains des éditeurs de ce numéro » lui ont demandé « de réfuter cette information donnée alors qu'ils ne connaissaient pas les détails de l'affaire. Maria Kalioujnaïa n'a pas participé à la trahison de Degaïev ... ». Les documents conservés dans les archives montrent que, lors de l'enquête et devant le tribunal, et ensuite au bagne de la Kara, Maria Kalioujnaïa se serait conduite en revolutionnaire, dignement.